# Saint Asonia (album)
A Saint Asonia a kanadai-amerikai Saint Asonia első stúdióalbuma, amely 2015. július 31-én jelent meg. A lemez első kislemeze a Better Place, ami 2015. május 16-án jelent meg.

## Az album dalai
Az összes dal szerzője Saint Asonia. 
| 1.    | Better Place                      | 3:36 |
| 2.    | Blow Me Wide Open                 | 3:44 |
| 3.    | Let Me Live My Life               | 3:11 |
| 4.    | Even Though I Say                 | 4:08 |
| 5.    | Fairy Tale                        | 3:59 |
| 6.    | King of Nothing                   | 3:34 |
| 7.    | Waste My Time                     | 3:14 |
| 8.    | Dying Slowly                      | 3:32 |
| 9.    | Trying to Catch Up with the World | 4:29 |
| 10.   | Happy Tragedy                     | 3:38 |
| 11.   | Leaving Minnesota                 | 3:28 |
| 40:32 |                                   |      |

| Bónusz számok az európai kiadáson | Bónusz számok az európai kiadáson | Bónusz számok az európai kiadáson | Bónusz számok az európai kiadáson | Bónusz számok az európai kiadáson | Bónusz számok az európai kiadáson | Bónusz számok az európai kiadáson | Bónusz számok az európai kiadáson | Bónusz számok az európai kiadáson | Bónusz számok az európai kiadáson |
|                                   | Cím                               | Hossz                             |                                   |                                   |                                   |                                   |                                   |                                   |                                   |
| --------------------------------- | --------------------------------- | --------------------------------- | --------------------------------- | --------------------------------- | --------------------------------- | --------------------------------- | --------------------------------- | --------------------------------- | --------------------------------- |
| 12.                               | No Tomorrow                       | 3:27                              |                                   |                                   |                                   |                                   |                                   |                                   |                                   |
| 13.                               | Voice in Me                       | 3:42                              |                                   |                                   |                                   |                                   |                                   |                                   |                                   |
| 47:41                             |                                   |                                   |                                   |                                   |                                   |                                   |                                   |                                   |                                   |

## Közreműködők

### Saint Asonia
- Adam Gontier – ének, ritmusgitár
- Mike Mushok – gitár
- Corey Lowery – basszusgitár, háttérvokál
- Rich Beddoe – dobok, perkusszió

### Produkció
- Johnny K – producer, hangmérnök, mixelés, basszusgitár
- Bradley Cook – hangmérnök

- Matt Dougherty – hangmérnök

- Ted Jensen – mastering
- Matt Dougherty – digitális szerkesztés
- Alan Berliant – basszusgitár

- Thomas Duffy – basszusgitár

- Pete Murray – programming
- David Wolter – A&R
- Ryan Clark – dizájn

## Külső hivatkozások
- A Saint Asonia hivatalos oldala